# Nixon Perea
Nixon Perea Mosquera (Medellín, 15 de agosto de 1973) es un exfutbolista, licenciado en educación física y deportes con posgrados en psicología del deporte y administración deportiva. Además, posee la Licencia de entrenador de la Conmebol. Es director técnico de la reserva del Alianza Lima.

## Plano personal
Nixon es el padre de Juan Diego, Laura y Andrés Felipe Perea, es último internacional con la Selección de fútbol de los Estados Unidos.

## Jugador
Nixon jugó para varios equipos de la primera división del fútbol colombiano, Atlético Nacional donde fue campeón de la liga profesional en 1994 y subcampeón de Copa Libertadores de América en 1995, Deportivo Pereira, Independiente Santa Fe, Atlético Huila, en segunda división para Bello FC y Unión Soacha, en el extranjero solo jugó en el fútbol japonés en el Vegalta Sendai de la J2 League.

## Selección Colombia
Nixon jugó para la selección Colombia en el Suramericano Juvenil Juventud de América 1992 en Medellín Colombia, la Copa Mundial de Fútbol Juvenil de 1993 en Australia y el Preolímpico en Mar del Plata Argentina 1996.

## Entrenador
Como entrenador dirige desde el año 2013 las Divisiones menores de Atlético Nacional, en donde logró en el 2016 y 2018 el título de campeón nacional del fútbol sub-20 de Colombia FCF.
Al equipo profesional del Atlético Nacional, Nixon lo dirigió con jugadores sub-20 en la semifinal del Torneo Finalización 2016 frente al Independiente Santa Fe, dado que el entrenador en propiedad (Reinaldo Rueda) se fue a dirigir con todos los jugadores titulares en el Mundial de Clubes.
El 28 de febrero de 2023 asumió como nuevo DT de la reserva de Alianza Lima. Inició a nivel internacional con la Copa Libertadores sub-20, donde los blanquiazules tuvieron una discreta campaña empatando 0-0 contra el O'Higgins de Chile y perdiendo 4-1 contra el Peñarol de Uruguay y 3-0 ante el Caracas FC de Venezuela. Después, le tocó enfrentar la liga en el Torneo de Promoción y Reserva donde los victorianos. En la fase regular, quedaron sexto puesto y clasificaron a los play-off. Sin embargo, ahí quedaron cuarto puesto de la liguilla B sin poder acceder a las semifinales y finalizando en el octavo lugar del campeonato. 
El domingo 23 de julio de 2023, asumió como técnico interino del equipo mayor.Dirigió solo dos partidos, el primero empatando 1-1 ante la Universidad César Vallejo de visita y el último ganando 1-0 ante UTC como locales.

## Clubes

### Como jugador
| Club                   | País     | Año         |
| ---------------------- | -------- | ----------- |
| Unión Magdalena        | Colombia | 1992 - 1993 |
| Atlético Nacional      | Colombia | 1993 - 1994 |
| Deportivo Pereira      | Colombia | 1995 - 1996 |
| Atlético Nacional      | Colombia | 1996 - 1997 |
| Independiente Santa Fe | Colombia | 1998        |
| Bello FC               | Colombia | 1999        |
| Atlético Huila         | Colombia | 1999        |
| Vegalta Sendai         | Japón    | 2000        |
| Unión Soacha           | Colombia | 2001        |

### Como formador
| Club                                    | País     | Año             |
| --------------------------------------- | -------- | --------------- |
| Divisiones menores de Atlético Nacional | Colombia | 2012 - 2021     |
| Reserva de Alianza Lima                 | Perú     | 2023 - Presente |

### Como entrenador
| Club              | País     | Año         |
| ----------------- | -------- | ----------- |
| Atlético Nacional | Colombia | 2016 (int.) |
| Alianza Lima      | Perú     | 2023 (int.) |

## Estadísticas como entrenador
| Equipo                       | Div.              | Competición         | Desde                  | Hasta                   | Partidos | Partidos | Partidos | Partidos |
| PJ                           | PG                | PE                  | PP                     |                         |          |          |          |          |
| ---------------------------- | ----------------- | ------------------- | ---------------------- | ----------------------- | -------- | -------- | -------- | -------- |
| Atlético Nacional (interino) | 1.ª               | Torneo Finalización | 7 de diciembre de 2016 | 11 de diciembre de 2016 | 2        | 0        | 1        | 1        |
| Alianza Lima (interino)      | 1.ª               | Torneo Clausura     | 25 de julio de 2023    | 5 de agosto de 2023     | 2        | 1        | 1        | 0        |
| Consolidado Total            | Consolidado Total | Consolidado Total   | Consolidado Total      | Consolidado Total       | 4        | 1        | 2        | 1        |